# Kölpinsee
Kölpinsee (svenska: Kölpinsjön)  är en insjö i det nordtyska förbundslandet Mecklenburg-Vorpommern. Sjön är belägen i distriktet Mecklenburgische Seenplatte väster om sjön Müritz.
Eldefloden flyter genom Kölpinsjön i västlig riktning och avvattnar den till sjön Fleesensee. 